# 나현 (영화 감독)
나현(1970년 11월 4일 ~ )은 대한민국의 각본가이자 영화 감독이다.
2017년 범죄 스릴러 영화 프리즌으로 감독 데뷔했다.

## 참여 작품

### 각본
- 화려한 휴가
- 우리 생애 최고의 순간
- 그 남자의 책 198쪽
- 마당을 나온 암탉 (영화)
- 마이 웨이 (2011년 영화)
- 프리즌 (2017년 영화)

### 감독
- 프리즌
- 야차

### 배우
- 우리 생애 최고의 순간
- 그 남자의 책 198쪽